# Ruder-Club Nassovia Höchst 1881
Der Ruder-Club Nassovia Höchst 1881 ist ein Sportverein aus Frankfurt am Main.

## Geschichte und Lage
Der Ruder-Club wurde am 13. April 1881 im bis 1928 selbständigen Höchst am Main gegründet. Das erste Bootshaus entstand 1902 an der Schützenbleiche. Seit 1931 wird auch Frauenrudern angeboten. 1940 musste der Verein in Rudergemeinschaft Nassovia 1881 umbenannt werden, da die Nationalsozialisten das englische Wort Club eliminieren wollten. Am 5. April 1946 wurde der Ruder-Club Nassovia Höchst 1881 wiedergegründet.
Das Bootshaus befindet sich seit 1967 an der Wörthspitze in Frankfurt-Nied am Main, das Ruderrevier erstreckt sich zwischen den Schleusen Frankfurt-Griesheim und Eddersheim.

## Bekannte Sportler
1949 gewannen Margot Cezanne, Sofie Krause, Paula Fetz, Meta Sperlich und Steuerfrau Gretel Motzel im Doppelvierer mit Steuerfrau den ersten deutschen Meistertitel für die Nassovia.
1962 wurden erstmals Ruder-Weltmeisterschaften ausgetragen. Bei der Regatta in Luzern siegte der Zweier mit Steuermann in der Besetzung Wolfgang Neuß, Klaus-Günther Jordan und Steuermann Frank Steinhäuser. Im Jahr darauf wurden die drei Höchster Europameister.
Spätere Weltmeisterschaftsmedaillen wurden nicht von Booten der Nassovia gewonnen, aber einige Ruderer der Nassovia waren in Renngemeinschaften beteiligt. Detlev Glitsch und Andreas Hobler gewannen bei den Weltmeisterschaften 1986 und 1987 Silber mit dem Leichtgewichts-Achter. Ebenfalls im Leichtgewichts-Achter wurde Daniel Rosenberger 1998 Weltmeister.